# Feketenyakú tamarin

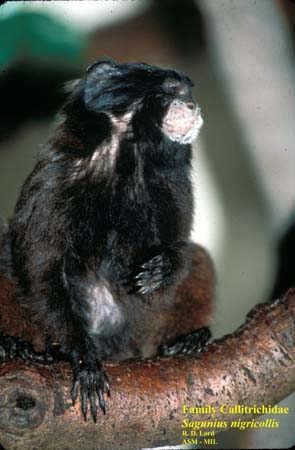

A feketenyakú tamarin (Saguinus nigricollis) az emlősök (Mammalia) osztályába a főemlősök (Primates) rendjébe és a csuklyásmajomfélék (Cebidae) családjába tartozó faj.

## Megjelenése
Testhossza 21-25 centiméter, farokhossza akár 33 centiméteres is lehet, testtömege 350–450 gramm.
Fehér, száj körüli részeinek kivételével sötét színű, kis termetű karmosmajom; bundája a fején, a mellkasán és a hátának felső részén fekete. A hát hátsó része, a combok sötét gesztenyebarnába hajlók, a testnél hosszabb farok fekete. Az arc csak gyéren szőrözött és szintén fekete. Kezei, lábai és a szőrzetből csak kevéssé kiálló fülei sötétek vagy akár egészen feketések. Bizonyos távolságból ez a tamarinfaj teljesen feketének tűnik.
A tamarinok között egyedülálló módon nagy, hangos csoportokba verődik. A csapat tagjai madarakra emlékeztető ciripelő és fütyülő hangot adnak ki, amelyeknek egy része az ember számára nem hallható ultrahangtartományba esik.

## Elterjedése
A Putumayo és a Napo folyók között Felső-Amazóniában, Peruban és Ecuadorban honos. A faj elterjedése szalagszerűen nyúlik el az Amazonas felső folyásáig, a Rio Solimoesig.
Sűrű, trópusi esőerdők, illetve burjánzó ültetvényszegélyek lakója.

## Alfajai
- Saguinus nigricollis nigricollis
- Saguinus nigricollis graellsi
- Saguinus nigricollis hernandezi

## Életmódja
Nappal aktív, kizárólag fán él. Nagyon aktív állatok. Néhány órás alvástól eltekintve egész nap tevékenyen mozognak, és idejük nagy részét táplálékszerzéssel, társaikkal való játékkal, veszekedéssel töltik.
A példányok általában 4–8 egyedből álló családi csoportokat alkotnak, de esetenként rövid időre nagyobb csapatokhoz csatlakoznak, amelyek akár 40 tagot is számlálhatnak.
A csoportok az éjszakát a sűrű bozótban vagy egy fa odvában töltik, a nap legnagyobb részében pedig egyik gyümölcstermő fáról vándorolnak a másikra. A karmosmajmok többségéhez hasonlóan főként a magasabb fákon mozog. Kis mérete miatt ki tud mászni a vékonyabb ágakra is.
Könnyű testsúlya miatt a vékony ágakon is biztonságosan mozoghat, ahová a rá vadászó ragadozók nem tudják követni.
Nagy rovarokkal, elsősorban lombszöcskékkel táplálkozik, amelyeket a fák céltudatos átkutatása során talál, ezenkívül nektárt, gyümölcsöket, időszakonként pedig tápanyagokban gazdag, gumiszerű mézgát is fogyaszt.

## Szaporodása
Mint minden tamarinnál, ennél a fajnál is kizárólag a domináns nősténynek van joga párosodni. A nőstény a csoport minden hímjével párosodik. Ez a jelenség (a poliandria) az emlősök között elég ritka jelenségnek számít.
A 140–145 napos vemhesség után általában két kölyköt hoz világra a nőstény. A kicsiket mindig a domináns hím egyed hordozza magával és csak a szoptatási időszakban adja át az anyaállatnak a kölyköket. A kicsik két-három hónapig szopnak és 16–20 hónapos korukra lesznek ivarérettek.
Várható élettartama vadon 10 év körül van, fogságban akár 16 évig is élhet.

## Természetvédelmi helyzete
A felső-amazóniai erdőkben az élőhelyüket veszélyeztető erdőirtás ellenére még viszonylag gyakori fajnak számít.
Fogságban gyakran tartott faj, a tamarin fajok közül ez a faj az egyik leggyakoribb lakója az állatkerteknek.
Magyarországon jelenleg sehol nem tartják.

## Külső hivatkozások
- A faj szerepel a Természetvédelmi Világszövetség Vörös Listáján. IUCN. (Hozzáférés: 2009. szeptember 14.)